# Sorineuchora bivitta
Sorineuchora bivitta är en kackerlacksart som först beskrevs av Bei-Bienko 1969.  Sorineuchora bivitta ingår i släktet Sorineuchora och familjen småkackerlackor. Inga underarter finns listade i Catalogue of Life.